# Hasan Salihamidžić
Hasan Salihamidžić (Jablanica, Bosnia y Herzegovina, 1 de enero de 1977) es un exfutbolista bosnio nacionalizado alemán que jugaba de centrocampista o lateral derecho. Fue el director deportivo del Bayern de Múnich, hasta su despido el 27 de mayo del 2023. Fue internacional con la selección de fútbol de Bosnia y Herzegovina, siendo considerado por muchos como uno de los futbolistas bosnios más exitosos de los últimos tiempos.
Después de comenzar su carrera en el club alemán Hamburgo, se hizo un nombre jugando en el Bayern de Múnich durante nueve temporadas con quien ganó el título de la Bundesliga seis veces, el título DFB-Pokal cuatro veces, la Liga de Campeones de la UEFA 2000-01, y la Copa Intercontinental 2001. También jugó para el club italiano Juventus durante cuatro temporadas, y su último equipo fue el V. f. L. Wolfsburgo de la Bundesliga de Alemania.
Salihamidžić se retiró del fútbol profesional en 2012 y comenzó a trabajar como experto regular en Sky Deutschland.

## Selección nacional
Fue internacional con la selección de fútbol de Bosnia y Herzegovina en 43 ocasiones, anotando seis goles. Debutó el 8 de octubre de 1996, en un encuentro válido por las eliminatorias para la Copa Mundial de Fútbol de 1998 ante la selección de Croacia que finalizó con marcador de 4-1 a favor de los croatas. Se retiró del equipo nacional en 2006.

## Clubes
| Club                | País     | Año         |
| ------------------- | -------- | ----------- |
| Hamburgo S. V.      | Alemania | 1995 - 1998 |
| Bayern de Múnich    | Alemania | 1998 - 2007 |
| Juventus F. C.      | Italia   | 2007 - 2011 |
| V. f. L. Wolfsburgo | Alemania | 2011 - 2012 |

## Palmarés

### Campeonatos nacionales
| Título                      | Club         | País     | Año     |
| --------------------------- | ------------ | -------- | ------- |
| Copa de la Liga de Alemania | F. C. Bayern | Alemania | 1998    |
| 1. Bundesliga               | F. C. Bayern | Alemania | 1998-99 |
| Copa de la Liga de Alemania | F. C. Bayern | Alemania | 1999    |
| 1. Bundesliga               | F. C. Bayern | Alemania | 1999-00 |
| Copa de Alemania            | F. C. Bayern | Alemania | 1999-00 |
| Copa de la Liga de Alemania | F. C. Bayern | Alemania | 2000    |
| 1. Bundesliga               | F. C. Bayern | Alemania | 2000-01 |
| 1. Bundesliga               | F. C. Bayern | Alemania | 2002-03 |
| Copa de Alemania            | F. C. Bayern | Alemania | 2000-03 |
| Copa de la Liga de Alemania | F. C. Bayern | Alemania | 2004    |
| 1. Bundesliga               | F. C. Bayern | Alemania | 2004-05 |
| Copa de Alemania            | F. C. Bayern | Alemania | 2004-05 |
| 1. Bundesliga               | F. C. Bayern | Alemania | 2005-06 |
| Copa de Alemania            | F. C. Bayern | Alemania | 2005-06 |

### Copas internacionales
| Título                | Club         | País     | Año     |
| --------------------- | ------------ | -------- | ------- |
| Liga de Campeones     | F. C. Bayern | Alemania | 2000-01 |
| Copa Intercontinental | F. C. Bayern | Alemania | 2001    |

### Distinciones individuales
| Distinción                   | Año                    |
| ---------------------------- | ---------------------- |
| Futbolista Bosnio del Año    | 2000, 2004, 2005, 2006 |
| Deportista del año de Bosnia | 2001                   |